# 佩日采縣

53°8′N 14°53′E / 53.133°N 14.883°E
佩日采縣（波蘭語：Powiat pyrzycki），是波蘭的縣份，位於該國西北部，由西波美拉尼亞省負責管轄，首府設於佩日采，面積726平方公里，2006年人口39,931，人口密度每平方公里55人。